# Rudenko
Rudenko je priimek več oseb:
- Leonid Rudenko, ruski DJ
- Roman Andrejevič Rudenko, sovjetski pravnik
- Sergej Ignatevič Rudenko, sovjetski general